# Przylądek Kruszcowy
Przylądek Kruszcowy (ang. Ore Point) – przylądek na Wyspie Króla Jerzego, na zachodnim wybrzeżu Półwyspu Kellera, nad Zatoką Mackellara, poniżej Przełęczy Piaseckiego.